# Acoustic: Volume Two
Acoustic: Volume Two is het tweede akoestische studioalbum van de Amerikaanse punkzangers Joey Cape en Tony Sly. Het werd uitgegeven op 19 juni 2012 door Fat Wreck Chords. Het album is een vervolg op het vorige album dat de twee artiesten hebben gemaakt in 2004, Acoustic.

## Nummers
1. "I Must Be Hateful" - 3:18
2. "Know It All" - 3:22
3. "Confession" - 2:22
4. "Alison's Disease" - 2:56
5. "Resolve" - 2:10
6. "Broken Record" - 2:25
7. "Black Box" - 3:27
8. "Soulmate" - 3:37
9. "Under the Garden" - 3:16
10. "Chasing Rainbows" - 3:26
11. "Pre-Medicated Murder" - 2:43
12. "Liver Let Die" - 3:19